# أنارشيرين (غوهران)
أنارشيرين (بالفارسية: انارشیرین) هي قرية تقع في إيران في قسم غوهران الريفي. يقدر عدد سكانها بـ 0 نسمة بحسب إحصاء 2016.